# Der Fackelträger (1919)
Der Fackelträger (OT: Mod lyset, dt. Zum Licht) ist ein dänischer Stummfilm in sechs Akten von Holger-Madsen aus dem Jahr 1919.

## Handlung
Die reiche Gräfin Prosca gibt eine Party, deren Mittelpunkt ihre Tochter Ysabel ist. Ysabel spielt leichtsinnig mit den Herzen der Männer. Obwohl sie mit dem vermeintlichen Edelmann, Baron Sandro Grec, liiert ist, flirtet sie auch mit dem Neffen des Professors Manini, Felix, der sie unsterblich liebt. Maninis Tochter Inga wiederum liebt Felix und sieht verzweifelt, wie sich Felix von Ysabel umgarnen lässt. Auf der Feier wird Professor Manini von einer Gruppe Kartenspieler, zu denen auch Sandro Grec gehört, betrogen und um viel Geld gebracht.
Dompropst Cordes hält sich ebenfalls auf der Feier auf und versucht vergeblich, Ysabel für die Unterstützung der Kirche zu gewinnen. Zwar akzeptiere sie das Wirken der Geistlichen, glaube jedoch nicht an Gott. Gleichzeitig zu Proscas und Ysabels Feier findet unweit ein anderes „Fest“ statt: Priester Elias Renato speist die Mittellosen der Stadt. Wenig später hält er die junge Wenka, die verzweifelt vor ihrem gewalttätigen und alkoholkranken Stiefvater geflohen ist, vom Selbstmord ab und bringt sie in seiner Gemeinde unter. Am nächsten Tag will Ysabel einen Ausflug in ihrer Kutsche unternehmen, als Felix sich vor ihrem Anwesen zeigt. Beide unternehmen gemeinsam einen Ausflug, wobei sie eine Predigt Elias Renatos stören. Sie hören die Predigt an, doch zeigt sich Ysabel unbeeindruckt und weist auch das Angebot Elias’ nach weiterer Unterrichtung zurück. Zurück in ihrem Haus wartet Sandro Grec bereits auf Ysabel und reagiert wütend auf ihre lange Abwesenheit. Unvermittelt eröffnet er Prosca, dass er Ysabel heiraten werde, und die schafft es nicht, dies zu dementieren. Die Heirat wird öffentlich bekannt gegeben und der verzweifelte Felix nimmt sich das Leben. Professor Manini prophezeit Ysabel, dass alles, was man einst säe, auch reifen wird, und tatsächlich ereilt Ysabel bald darauf das Unglück: Während ihrer Hochzeit wird Sandro Grec wegen Beihilfe zum Betrug an Professor Manini und anderen verhaftet. Prosca erleidet einen Schock, von dem sie sich auch ein halbes Jahr später nicht erholt hat.
Durch großzügige Spenden konnte Priester Elias Renato unterdessen auf einer kleinen Insel unweit der Stadt ein Dorf für die Heimatlosen aufbauen. Hütten wurden errichtet und jeder, der arm ist, aber arbeiten will, wird aufgenommen. Auch Wenka lebt inzwischen hier. Sie ist in Elias verliebt, weiß jedoch, dass diese Liebe nie erwidert werden wird. Ysabel, die den Verfall der Mutter miterlebt, bittet Elias nun um religiösen Beistand. Er nimmt sie auf seine Insel mit, um ihr die Augen zu öffnen, doch will Ysabel ihn nur davon überzeugen, mit auf ihr Anwesen zu kommen. Elias erliegt fast der Versuchung, reißt sich jedoch – an die Versuchung Jesu durch den Teufel denkend – von Ysabel los. Elias bringt Ysabel zurück auf das Festland.
Das Gespräch zwischen Ysabel und Elias wurde von der eifersüchtigen Wenka belauscht. Dabei wird sie von ihren Stiefvater gesehen, der inzwischen ebenfalls auf der Insel aufgenommen wurde. Er sperrt sie in einer Hütte ein. Beim Kampf entzündet sich die Hütte und bald steht die gesamte Insel in Flammen. Elias sieht die Katastrophe vom Boot aus, in dem er Ysabel zurück zum Festland gebracht hat. Seine späten Rettungsversuche können nicht verhindern, dass sämtliche Häuser der Insel abbrennen. Als Ysabel wiederum auf ihr Anwesen zurückkehrt, erfährt sie, dass ihre Mutter während ihrer Abwesenheit gestorben ist. Zum ersten Mal beginnt Ysabel zu beten. Sie kehrt auf die Insel zurück und bietet Elias an, wie er ihr Leben Gott zu weihen. Wenig später haben beide geheiratet. Ihre Glaubensgemeinschaft ist so stark gewachsen, dass beide das Wort Gottes predigen. Am Ende wird Ysabel zu einem „Engel des Lichts“ stilisiert.

## Produktion
Der Fackelträger wurde während des Ersten Weltkriegs 1918 in Kopenhagen gedreht. Es war der vierte und letzte dänische Film Asta Nielsens, die erst kurz zuvor von einem mehrmonatigen Aufenthalt in den USA nach Europa zurückgekehrt war. Ein zweiter Film bei der Nordisk, den Nielsen in ihrer Autobiografie erwähnt, wurde nach Kriegsende nie veröffentlicht.
Am 21. August 1919 wurde Der Fackelträger in Dänemark uraufgeführt. Am 27. Februar 1920 erlebte der Film seinen deutschen Kinostart. Für die deutsche Fassung wurden die Figuren teilweise umbenannt, so wurde aus der dänischen Komtesse Ysabel die deutsche „Komtesse Isabella“, aus Sandro Grec „Werner von Eschebach“ und aus Professor Manini „Professor von Ranke“.
Der Fackelträger und die drei weiteren dänischen Stummfilme Abgründe (1910), Der schwarze Traum (1911) und Ballettänzerin (1911), in denen Asta Nielsen eine Rolle innehatte, erschienen 2005 in der Reihe Danske Stumfilmklassikere in restaurierter Form und mit neuer musikalischer Begleitung auf DVD.

## Kritik
Die zeitgenössische Kritik nannte Der Fackelträger „ein seltsames Schauspiel. Religiöses mit Profanem eng verbunden, meist jedoch ineinander verschmolzen. […] Man glaubt der schönen jungen Komtesse Isabella nicht die Wandlung zur selbstlosen Helferin des ‚Fackelträgers‘ […] Asta Nielsen kann hier nicht gestalten, weil ihr die Möglichkeit dazu nicht gegeben ist, und was sie bietet, ist nichts weiter als ein verwöhntes Mädel, das mit Männerherzen spielt und am Ende zu dem Mann flüchtet, der ihr in seiner neuartiges Erscheinung eine Interessante Abwechslung verspricht.“
Marguerite Engberg schrieb 1967, dass „Asta Nielsen […] hier wie ein Pfau unter Spatzen [wirkt]. Holger-Madsen machte offenbar keinen Versuch, ihren Stil mit dem der Mitspieler zusammenzuschmelzen. Und so wurde es eine Star-Komödie, die verlogene Geschichte einer gefühlskalten Frau, die am Totenlager ihrer Mutter zum Glauben erweckt und Laienpredigerin wird“.